# Vuelta a Murcia 2021
La Vuelta a Murcia 2021, quarantunesima edizione della corsa e valevole come evento dell'UCI Europe Tour 2021 categoria 1.1, si svolse il 23 maggio 2021 su un percorso di 188 km, con partenza da Los Alcázares e arrivo a Alcantarilla, nella comunità autonoma di Murcia in Spagna.
La gara si sarebbe dovuta svolgere in due tappe il 12 e 13 febbraio con arrivo a Murcia, ma la gara ma venne posticipata e ridotta ad una tappa a causa della pandemia di COVID-19. La vittoria fu appannaggio dello spagnolo Antonio Jesús Soto, il quale completò il percorso in 4h42'19", alla media di 40,89 km/h, precedendo i connazionali Ángel Madrazo e Gonzalo Serrano.
Sul traguardo di Alcantarilla 48 ciclisti, su 99 partiti da Los Alcázares, portarono a termine la competizione.

## Squadre e corridori partecipanti
| N.    | Cod. | Squadra                  |
| ----- | ---- | ------------------------ |
| 1-7   | MOV  | Movistar Team            |
| 11-17 | AST  | Astana-Premier Tech      |
| 21-27 | UAD  | UAE Team Emirates        |
| 31-37 | EUS  | Euskaltel-Euskadi        |
| 41-47 | GAZ  | Gazprom-RusVelo          |
| 51-57 | CJR  | Caja Rural-Seguros RGA   |
| 61-67 | EKP  | Equipo Kern Pharma       |
| 71-77 | SVB  | Sport Vlaanderen-Baloise |

| N.      | Cod. | Squadra                  |
| ------- | ---- | ------------------------ |
| 81-87   | BBH  | Burgos-BH                |
| 91-97   | RLY  | Rally Cycling            |
| 101-107 | GLC  | Global 6 Cycling         |
| 111-117 | BCA  | Bahrain Cycling Academy  |
| 121-127 | EHE  | Electro Hiper Europa     |
| 131-137 | LLC  | Louletano-Loulé Concelho |
| 141-147 | GIS  | Gios                     |

## Ordine d'arrivo (Top 10)
| Pos. | Corridore          | Squadra    | Tempo    |
| ---- | ------------------ | ---------- | -------- |
| 1    | Antonio J. Soto    | Euskaltel  | 4h42'19" |
| 2    | Ángel Madrazo      | Burgos-BH  | a 31"    |
| 3    | Gonzalo Serrano    | Movistar   | s.t.     |
| 4    | José Joaquín Rojas | Movistar   | s.t.     |
| 5    | Ryan Gibbons       | UAE        | s.t.     |
| 6    | Carlos Canal       | Burgos-BH  | s.t.     |
| 7    | Gotzon Martín      | Euskaltel  | s.t.     |
| 8    | Jonas Gregaard     | Astana     | s.t.     |
| 9    | Unai Cuadrado      | Euskaltel  | s.t.     |
| 10   | Julen Amezqueta    | Caja Rural | s.t.     |